# 花と眉
『花と眉』 （ 原題：花為眉 、英： Bad Romance ）は、2011年に製作された中国映画。
日本では、2011年（第3回）アジアンクィア映画祭（7月17日）にて初上映された。（クロージング作品）

## キャスト
- シャオヤー
- リュウツォン
- ベース
- リャオチン
- ジャスミン
- フランソワ：フランソワ・チャン
- ルル